# Monument jertfelor fascismului (Căinari)
Monumentul jertfelor fascismului este un monument amplasat în Căinari, raionul Căușeni, Republica Moldova. Este un monument istoric de importanță națională inclus în Registrul monumentelor Republicii Moldova ocrotite de stat cu nr. 84 (raionul Căinari).